# Salomeea (ucenică)
Salomeea este un personaj din Noul Testament, menționată ca ucenică a lui Isus din Nazaret în evangheliile canonice și în scrierile apocrife. Ea este menționată de Marcu ca prezentă la răstignire și ca una dintre femeile care au găsit mormântul gol al lui Isus. Interpretarea a identificat-o în continuare cu alte femei care sunt menționate, dar nu sunt numite în evangheliile canonice. În special, ea este adesea identificată ca soția lui Zevedeu, mama lui Iacov și Ioan, doi dintre cei doisprezece apostoli. În tradiția medievală, Salomeea (ca Maria Salomeea) a fost socotită ca fiind una dintre Cele Trei Marii care erau fiicele Sfintei Ana, făcând-o astfel sora sau sora vitregă a Mariei, mama lui Isus.

## Galerie de imagini

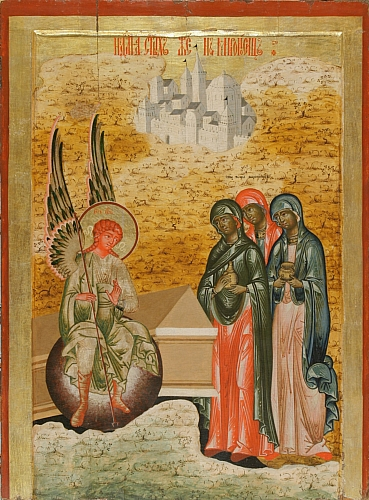
Icoană bizantină a celor trei Maria la Mormântul lui Isus (secolul al XVIII-lea)
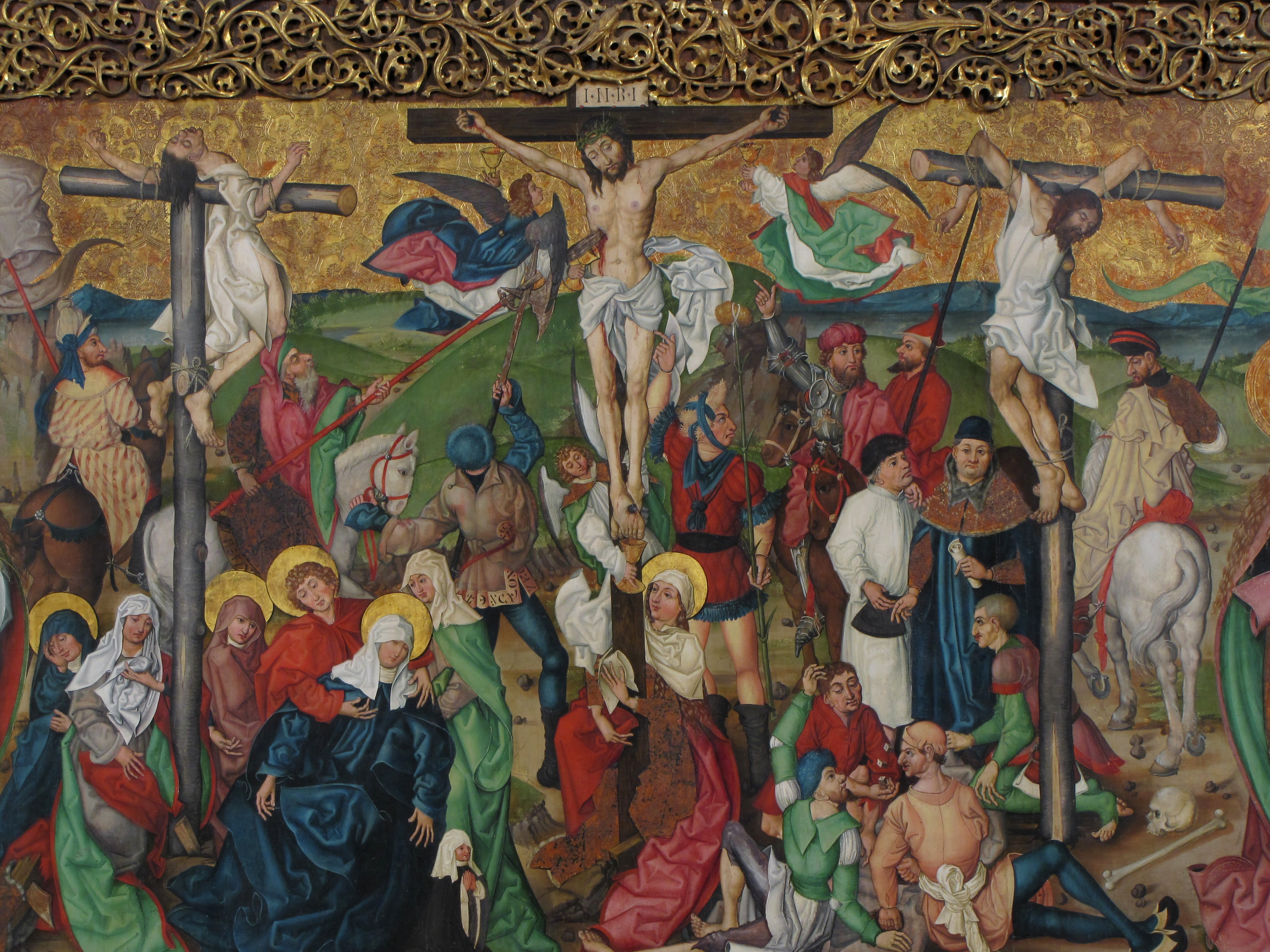
Răstignirea, retablul altarului de la Buhl, anii 1490. Salomeea este una din cele două femei din stânga imaginii, cu aureolă.
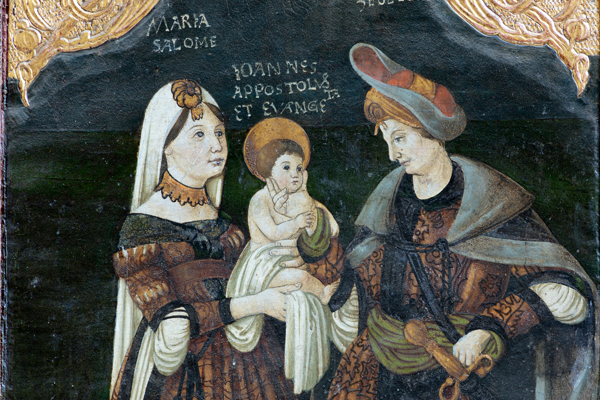
Maria Salomeea, Apostolul Ioan (copil) și Zevedeu, Altarul de la Biertan, anii 1490.